# 医疗领域的人工智能
医疗领域的人工智能（英語：Artificial intelligence in healthcare）是一个总称，用于描述利用机器学习算法、软件或人工智能（AI）在分析、呈现和理解复杂的医疗和健康数据方面，或通过提供新的诊断、治疗或预防疾病的方式, 模拟人类认知或者超越人类能力。 具体而言，人工智能是计算机算法根据输入数据近似得出结论的能力。